# Jaws (Hawaii)

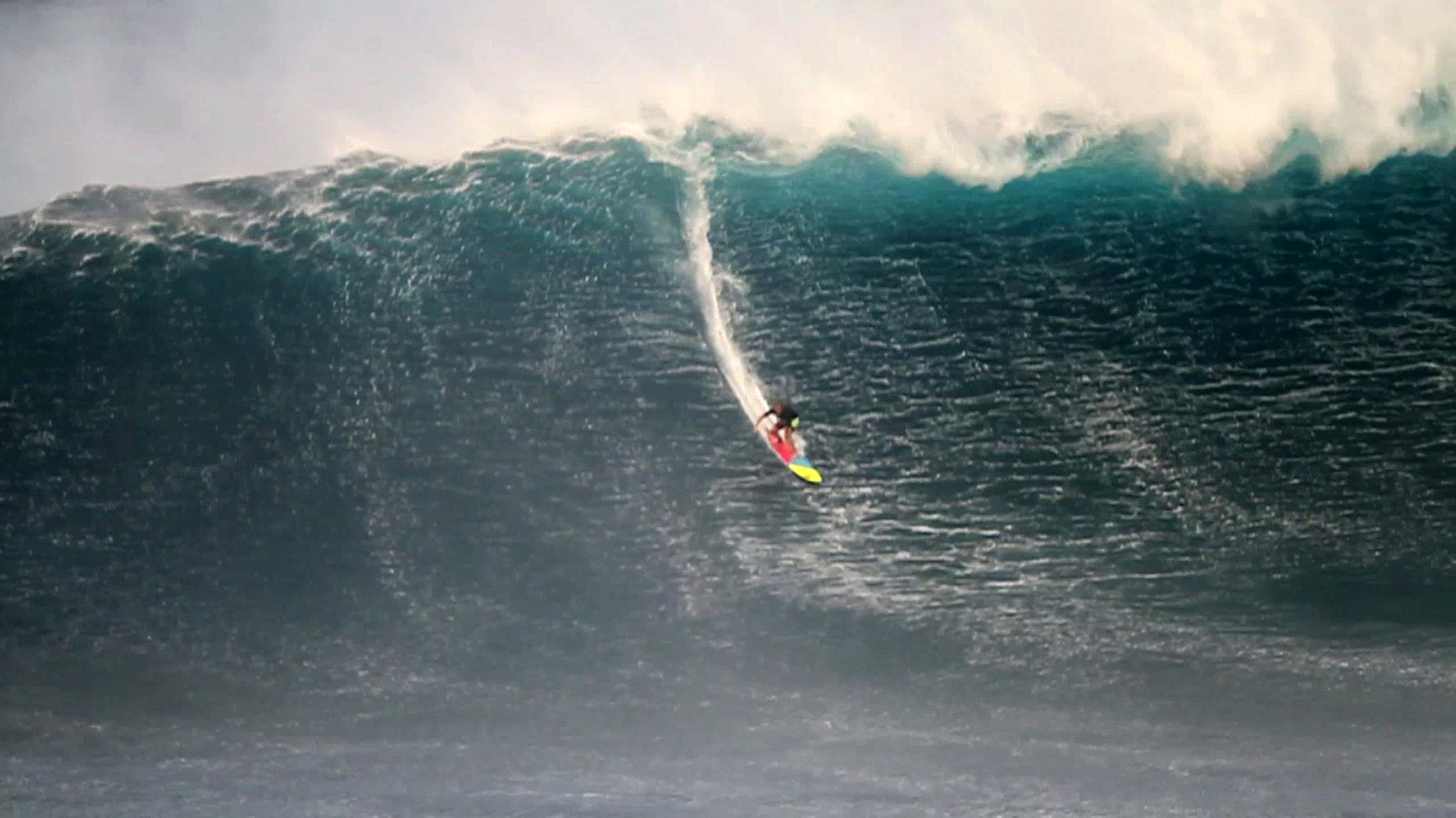
Surfer in Jaws

Jaws (hawaiisch peʻahi) ist der Name eines weltberühmten Surf-Spots auf der Insel Maui, im US-Bundesstaat Hawaii und für die Ausübung und Entwicklung des sogenannten tow-in surfing bekannt. Der Strand liegt im Norden der Insel am Fuße der Zuckerrohrhügel zwischen Meile 13 und 14 des Hana Highway. Der Name Jaws (engl. für „Kiefer, Rachen“) weist auf die Größe und Heftigkeit der Brandung hin. Die Wellen können Höhen von über 20 m (70 ft) an der Frontseite und Geschwindigkeiten von bis zu 48 km/h erreichen (Big-Waves).
Damit sich so große Wellen in Jaws bilden können, müssen verschiedene Wetter- und Meeresbedingungen zusammenspielen. Eine wesentliche Rolle spielen dabei die Winterstürme im Nordpazifik. Die von den Stürmen erzeugte Meeresdünung trifft nach tausenden von Kilometern ungehindert auf die Nordküste Mauis. Durch die unter der Wasseroberfläche liegenden Riff- und Felsformationen werden die Wellen weiter verstärkt. Jaws ist für die Qualität dieser großen hohl brechenden Wellen bekannt, die nur an wenigen Tagen im Jahr zwischen Dezember und Februar entstehen.

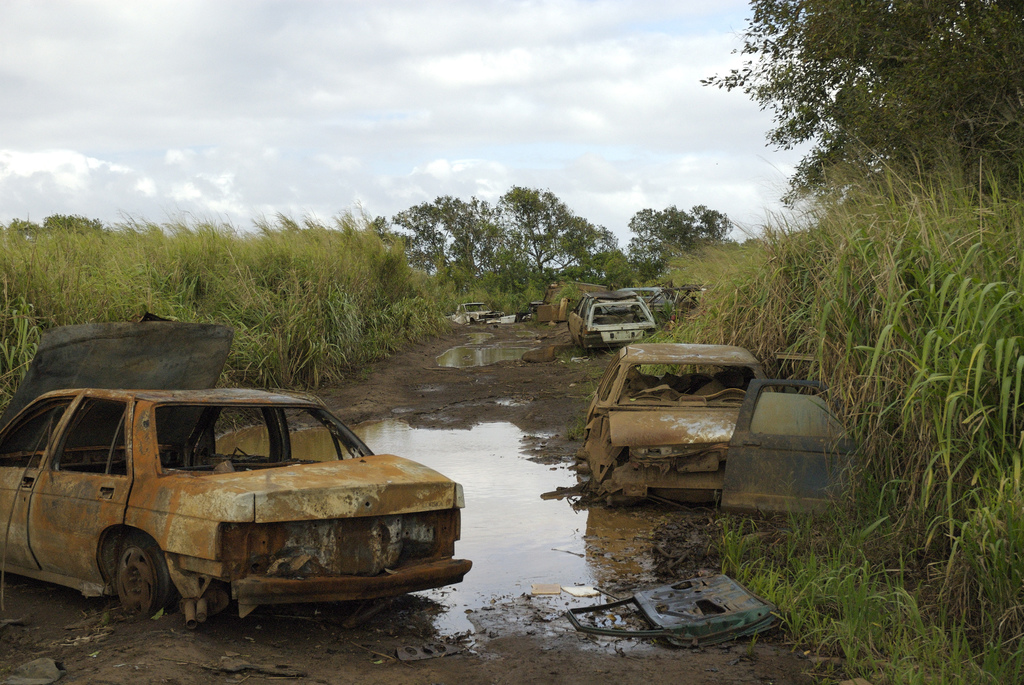
Hindernisse auf der Straße nach Jaws

Für den Film Stirb an einem anderen Tag surften Laird Hamilton, Dave Kalama und Darrick Doerner 2001 als Stuntdoubles in Jaws 20-Fuß-Wellen. Als dies bekannt wurde und das National Geographic Adventure Magazin im Juli 2002 einen Artikel über Jaws veröffentlichte, versuchten immer mehr Menschen, zum Surfspot zu gelangen. 
Nachdem am 15. Dezember 2004 der Strand von unerfahrenen Wellenreitern, Touristen und sonstigen Beobachtern überfüllt war und einige Surfer verletzt wurden, beklagten Laird Hamilton und Dave Kalama den großen Andrang auf die Wellen, die dadurch sehr schwierig zu surfen gewesen seien. 2006 wurde der Zufahrtsweg zu Jaws durch Unbekannte mit alten Autowracks und Panzergräben versperrt. Die Bucht war bis zur Räumung der Blockade 2009 nur noch mit Geländefahrzeugen oder von der Wasserseite aus erreichbar.
Einige Dokumentarfilme über das Wellenreiten befassen sich unter anderem mit Jaws auf Maui, wie Stacy Peraltas Riding Giants oder Step into Liquid von Dana Brown.  
Andere Spots mit vergleichbaren Wellenhöhen sind Mavericks, Nazaré (Welle) oder Todos Santos.